# الجزء المتساوي (علم الوراثة)
في علم الوراثة، يعتبر الجزء المتساوي أو الإيزوكور (isochore) منطقة كبيرة من الحمض النووي الجينومي (أكبر من 300 كيلو قاعدة ) بدرجة عالية من التماثل في محتوى GC ؛ أي ما يعني قواعد الجوانين (G) و السيتوزين (C). لأن توزيع القواعد داخل الجينوم ليس عشوائيًا: فتحتوي مناطق مختلفة من الجينوم على كميات مختلفة من أزواج قواعد GC، لذلك، يتم تصنيف المناطق و تحديدها بالأساس حسب نسبة أزواج قواعد GC التي تحتوي عليها.
لاحظ برناردي وزملاؤه لأول مرة عدم التجانس التركيبي لجينومات الفقاريات باستخدام الذوبان الحراري و التدرج الكثافي للطرد المركزي . فتمت تسمية أجزاء الحمض النووي المستخرجة بواسطة التدرج الكثافي للطرد المركزي فيما بعد باسم "أجزاء متساوية الطول"،  والتي تم تعريفها لاحقًا على أنها "أجزاء طويلة جدًا من الحمض النووي (أكبر بكثير من 200 كيلو بايت)" والتي تعد متجانسة إلى حد ما في التركيب القاعدي وتنتمي إلى عدد صغير من الفئات الرئيسية التي تتميز باختلافات في محتوى الجوانين والسيتوزين (GC) ". وبعد ذلك، "نمت" الأجزاء المتساوية وكان يُزعم أن حجمها ">300 كيلو بايت". لذلك، اقترحت النظرية أن تركيب الجزء المتساوي للجينومات يختلف بشكل ملحوظ بين الفقاريات "ذوات الدم الحار" ( متجانسة الحرارة) والفقاريات "ذوات الدم البارد" ( متغيرة الحرارة )  و نتيجة لذلك بالأساس، أصبحت تُعرف فيما بعد باسم نظرية الجزء المتساوي.

## فرضية الاستقرار الديناميكي الحراري
زعمت نظرية الجزء المتساوي أن جينوم الفقاريات "ذوات الدم الحار" (الثدييات والطيور) عبارة عن فسيفساء من أجزاء متساوية طويلة ذات تركيبة GC فقيرة و GC غنية ، على عكس جينوم الفقاريات "ذوات الدم البارد" (الأسماك والبرمائيات) التي من المفترض أنها تفتقر إلى أجزاء متساوية غنية بGC. وقد تم تفسير هذه النتائج من خلال فرضية الاستقرار الديناميكي الحراري، التي تنسب البنية الجينومية إلى درجة حرارة الجسم. فيُفترض أن تكون الأجزاء المتساوة الغنية بـ GC بمثابة شكل من أشكال التكيف مع الضغوط البيئية، حيث أن زيادة محتوى GC الجينومي يمكن أن تحمي الحمض النووي و الحمض النووي الريبي والبروتينات من التحلل بالحرارة. و على الرغم من بساطتها الجذابة، فقد ثبت مرارًا وتكرارًا أن فرضية الاستقرار الديناميكي الحراري خاطئة. فقد أظهر العديد من المؤلفين غياب العلاقة بين درجة الحرارة ومحتوى GC في الفقاريات،  بينما أظهر آخرون وجود مجالات غنية بـ GC في الفقاريات "ذات الدم البارد" مثل التماسيح والبرمائيات والأسماك.

## مبادئ نظرية الايزوكور
كانت نظرية الجزء المتساوي هي أول من حدد عدم تجانس تركيب النوكليوتيدات داخل جينومات الفقاريات وتنبأت بأن جينوم الفقاريات "ذوات الدم الحار" مثل الثدييات والطيور عبارة عن فسيفساء من الأجزاء المتساوية (بيرناردي وآخرون 1985). على سبيل المثال، تم وصف الجينوم البشري على أنه عبارة عن فسيفساء من مجموعات متناوبة من الإزوكورات ذات محتوى منخفض و عالي من GC تنتمي إلى خمس عائلات تركيبية، L1، L2، H1، H2، وH3، والتي قيل أن نطاقاتها المقابلة من محتوى GC كانت <38%، 38%-42%، 42%-47%، 47%-52%، و>52%، على التوالي.
التوقعات الرئيسية لنظرية الأيزوكور هي أن:
- يرتبط محتوى GC في موضع الكودون الثالث (GC3) للجينات المشفرة للبروتين بمحتوى GC للخطوط المتساوية التي تحتوي على الجينات المقابلة.[23]
- يتكون تنظيم الجينوم في الفقاريات ذوات الدم الحار من فسيفساء من المتماثلات الغنية بالـ GC في الغالب.[24][25]
- يتميز تنظيم الجينوم في الفقاريات ذوات الدم البارد بمستويات منخفضة من محتوى GC وتباين تركيبي أقل من الفقاريات ذوات الدم الحار. لا تصل المجالات المتجانسة إلى مستويات GC العالية التي وصلت إليها جينومات الفقاريات ذوات الدم الحار.[24][25]

## الجدل حول الحيادية والانتقائية
لقد تم مناقشة تفسيرين متعارضين حاولا تفسير تشكيلات الإزوكورات بقوة كجزء من الجدل المحايد-الانتقائي. كانت النظرة الأولى هي أن الخطوط المتساوية تعكس عمليات طفرة متغيرة بين المناطق الجينومية بما يتفق مع النموذج المحايد. بدلاً من ذلك، تم وضع الخطوط المتساوية كنتيجة للاختيار الطبيعي لبيئة تركيبية معينة تتطلبها جينات معينة. تنبع العديد من الفرضيات من وجهة النظر الانتقائية، مثل فرضية الاستقرار الديناميكي الحراري  وفرضية تحويل الجينات المتحيزة، و حتى الآن، لم تقدم أي من النظريات تفسيرا شاملا لبنية الجينوم، وما زال الموضوع قيد المناقشة.

## صعود وسقوط نظرية الأيزوكور
أصبحت نظرية الأيزوكوري واحدة من أكثر النظريات فائدة في التطور الجزيئي لسنوات عديدة. كانت هذه المحاولة الأولى والأكثر شمولاً لشرح التباين التركيبي الطويل المدى لجينومات الفقاريات ضمن إطار تطوري. وعلى الرغم من الاهتمام الذي أعطي في السنوات الأولى لنموذج الأيزوكور، فقد تعرضت منهجية النظرية ومصطلحاتها وتوقعاتها للتحدي في السنوات الأخيرة.
وبما أن هذه النظرية طرحت في القرن العشرين قبل تسلسل الجينومات الكاملة، فلم يكن من الممكن اختبارها بالكامل إلا بعد مرور ما يقرب من 30 عاماً. في بداية القرن الحادي والعشرين، عندما أصبحت الجينومات الأولى متاحة، كان من الواضح أن الأجزاء المتساوية غير موجودة في الجينوم البشري  ولا في الجينومات الثديية الأخرى. عندما فشلوا في العثور عليها، هاجم العديد منهم وجودها بالأساس. لقد ثبت أن GC3، وهو أهم متنبئ لتلك الخطوط ، لا يمتلك قوة يمكن التنبؤ بها  لمحتوى GC في المناطق الجينومية القريبة، مما يدحض النتائج التي توصلت إليها أبحاث استمرت لأكثر من 30 عامًا، والتي كانت الأساس للعديد من دراسات الخطوط المتساوية. فكان جواب مكتشفو الأخيرة أن المصطلح قد تم تفسيره بشكل خاطئ.  حيث أن الخطوط المتساوية ليست "متجانسة تماما" بل هي تملك مناطق متجانسة إلى حد ما ذات طبيعة غير متجانسة (خاصة) من المناطق الغنية بـ GC على مقياس 5 كيلو بايت ،  وهو ما أضاف فقط المزيد من الارتباك المتواجد بالفعل. فكان سبب هذا الإحباط المستمر هو التعريف الغامض للخطوط المتساوية الطول على أنها خطوط طويلة ومتجانسة ، مما سمح لبعض الباحثين باكتشاف "الخطوط المتساوية الطول" والبعض الآخر برفضها، على الرغم من أن كلا المعسكرين استخدما نفس البيانات.
كان التأثير الجانبي المؤسف لهذا الجدل هو "سباق التسلح" حيث يتم إعادة تعريف وتسمية الخطوط المتساوية القياس بشكل متكرر في أعقاب النتائج المتضاربة التي فشلت في الكشف عن "فسيفساء تلك الخيوط ". وكانت النتائج المؤسفة لهذا الجدل والفوضى المنهجية التي تلته هي فقدان الاهتمام بها من قبل المجتمع العلمي. عندما تم رفض أهم مفهوم أساسي في الأدبيات المتعلقة بثبات السوائل، وهي فرضية الاستقرار الديناميكي الحراري، فقدت النظرية جاذبيتها. و حتى يومنا هذا، لا يوجد تعريف واضح للخطوط المتساوية ولا توجد خوارزمية للكشف عنها مع الأسف . نتيجة لذلك، يتم الكشف عنها يدويًا عن طريق الفحص البصري لمنحنيات محتوى GC،  ومع ذلك، نظرًا لأن هذا النهج يفتقر إلى الجدارة العلمية ويصعب تكراره بواسطة مجموعات مستقلة، فإن النتائج تظل محل نزاع دائم.

## نموذج المجال التكويني
وبما أن معظم العلماء تخلوا فعليا عن دراسة الخطوط المتساوية، فقد تم اقتراح نظرية بديلة لوصف التنظيم التركيبي للجينومات وفقا لأحدث الدراسات الجينومية. يصور نموذج المجال التركيبي الجينومات كمزيج من المجالات القصيرة والطويلة المتجانسة وغير المتجانسة. تعرف النظرية "المجالات التركيبية" على أنها مناطق جينومية ذات محتويات مميزة من GC كما تم تحديدها بواسطة خوارزمية التجزئة الحسابية. يتم مقارنة تجانس المجالات التركيبية مع تجانس الكروموسوم الذي توجد عليه باستخدام اختبار F، والذي يفصلها إلى مجالات متجانسة تركيبيًا ومجالات غير متجانسة تركيبيًا و بناءً على نتيجة الاختبار. تُسمى المجالات المتجانسة تركيبيًا والتي تكون طويلة بدرجة كافية (≥ 300 كيلو بايت) بالمتساوية أو المجالات المتساوية. تتوافق هذه المصطلحات مع الأدبيات لأنها توفر تمييزًا واضحًا بين الأجزاء المتساوية وغير المتساوية.
كشفت دراسة شاملة للجينوم البشري عن تنظيم جينومي حيث أن ثلثيه عبارة عن خليط من العديد من المجالات القصيرة المتجانسة تركيبيًا وعدد قليل نسبيًا من المجالات الطويلة. يتكون الجزء المتبقي من الجينوم من مجالات غير متجانسة. من حيث التغطية، يمكن اعتبار 1% فقط من العدد الإجمالي للمجالات المتجانسة تركيبيًا "متماثلة" والتي تغطي أقل من 20% من الجينوم.
منذ نشأتها، حظيت النظرية باهتمام واسع النطاق وتم استخدامها على نطاق واسع لشرح النتائج الناشئة عن أكثر من اثنتي عشرة دراسة جديدة لتسلسل الجينوم. ومع ذلك، تظل العديد من الأسئلة المهمة مفتوحة، مثل القوى التطورية التي شكلت بنية المجالات التركيبية والطرق التي تختلف بها بين الأنواع المختلفة.